# Liste der Schiffe der United States Navy/S

## S
- USS S-1 (SS-105)
- USS S-2 (SS-106)
- USS S-3 (SS-107)
- USS S-4 (SS-109)
- USS S-5 (SS-110)
- USS S-6 (SS-111)
- USS S-7 (SS-112)
- USS S-8 (SS-113)
- USS S-9 (SS-114)
- USS S-10 (SS-115)
- USS S-11 (SS-116)
- USS S-12 (SS-117)
- USS S-13 (SS-118)
- USS S-14 (SS-119)
- USS S-15 (SS-120)
- USS S-16 (SS-121)
- USS S-17 (SS-122)
- USS S-18 (SS-123)
- USS S-19 (SS-124)
- USS S-20 (SS-125)
- USS S-21 (SS-126)
- USS S-22 (SS-127)
- USS S-23 (SS-128)
- USS S-24 (SS-129)
- USS S-25 (SS-130)
- USS S-26 (SS-131)
- USS S-27 (SS-132)
- USS S-28 (SS-133)
- USS S-29 (SS-134)
- USS S-30 (SS-135)
- USS S-31 (SS-136)
- USS S-32 (SS-137)
- USS S-33 (SS-138)
- USS S-34 (SS-139)
- USS S-35 (SS-140)
- USS S-36 (SS-141)
- USS S-37 (SS-142)
- USS S-38 (SS-143)
- USS S-39 (SS-144)
- USS S-40 (SS-145)
- USS S-41 (SS-146)
- USS S-42 (SS-153)
- USS S-43 (SS-154)
- USS S-44 (SS-155)
- USS S-45 (SS-156)
- USS S-46 (SS-157)
- USS S-47 (SS-158)
- USS S-48 (SS-159)
- USS S-49 (SS-160)
- USS S-50 (SS-161)
- USS S-51 (SS-162)
- USS S. M. Goucher (SP-2487)
- USS S. P. Lee (DD-310, AG-192)
- USS S. T. Co. No. 2 (SP-267)

## Sa–Sam
- USS Sabalo (, SS-302)
- USS Sabeata (YTB-287)
- USS Sabik (AK-121)
- USS Sabine (1855, AO-25)
- USS Sabine Sun (ID-2747)
- USS Sable (IX-81)
- USS Sablefish (SS-303)
- USS Sabot (SP-213)
- USS Sac City ()
- USS Sacagawea (YT-241, YT-326, AKE-2)
- USS Sacandaga (1918, AOG-40)
- USS Saccarappa ()
- USS Sachem (, , )
- USS Saco (1863, YT-31, YTB-796)
- USS Sacramento (1862, PG-19, AOE-1)
- USS Sadie Ross ()
- USS Saetia ()
- USS Safeguard (ARS-25, ARS-50)
- USS Saffron ()
- USS Sagacity ()
- USS Sagadahoc ()
- USS Sagadahoc County (LST-1091)
- USS Sagaland ()
- USS Sagamore (, , ATA-208)
- USS Sagawamick ()
- USS Sage (MSF-111)
- USS Saginaw (, LST-1188)
- USS Saginaw Bay (CVE-82)
- USS Sagitta ()
- USS Sagittarius ()
- USS Sagua ()
- USS Saguanash ()
- USS Saidor (CVE-117)
- USS Sailfish (SS-192, SS-572)
- USS Saint Croix ()
- USS Saint Croix River ()
- USS Saint Paul (1895, CA-73)
- USS Saipan (CVL-48, LHA-2)
- USS Sakarissa ()
- USS Sakatonchee ()
- USS Sakaweston ()
- USS Sakonnet ()
- USS Salamaua (CVE-96)
- USS Salamonie ()
- USS Salem (CL-3, CM-11, CA-139)
- USS Salerno Bay (CVE-110)
- USS Salinan (ATF-161)
- USS Salinas ()
- USS Saline County (LST-1101)
- USS Salisbury Sound (AV-13)
- USS Salish (ATA-187)
- USS Sallie Bishop ()
- USS Sallie Wood ()
- USS Salmon (SS-19, SS-182, SS-573)
- USS Salmon Falls River ()
- USS Salt Lake City (CL/CA-25, SSN-716)
- USS Saltery Bay ()
- USS Saluda ()
- USS Salute (, )
- USS Salvager ()
- USS Salvor (ARS-52)
- USS Sam Houston (SSBN-609)
- USS Sam Rayburn (SSBN-635)
- USS Samarinda ()
- USS Samaritan ()
- USS Samoa (1917, CB-6)
- USS Samoset (, , ATA-190)
- USS Sample (FF-1048)
- USS Sampson (DD-63, DD-394, DDG-10, DDG-102)
- USS Samson (1860)
- USS Samuel B. Roberts (DE-413, DD-823, FFG-58)
- USS Samuel Chase ()
- USS Samuel Eliot Morison (FFG-13)
- USS Samuel Gompers (AD-37)
- USS Samuel L. Cobb (AOT-1123)
- USS Samuel N. Moore (DD-747)
- USS Samuel Rotan ()
- USS Samuel S. Miles (DE-183)

## San–Say
- USS San Alberto Bay ()
- USS San Antonio (LPD-17)
- USS San Bernardino (PG-59, LST-1189)
- USS San Bernardino County (LST-1110)
- USS San Carlos ()
- USS San Clemente ()
- USS San Diego (CA-6, CL-53, AFS-6, LPD-22)
- USS San Felipe ()
- USS San Francisco (C-5, CA-38, SSN-711)
- USS San Jacinto (1850, CVL-30, CG-56)
- USS San Joaquin ()
- USS San Joaquin County (LST-1122)
- USS San Jose (AFS-7)
- USS San Juan (SP-1352, CL-54, SSN-751)
- USS San Leandro ()
- USS San Marcos (1911, LSD-25)
- USS San Pablo ()
- USS San Pedro (PF-37)
- USS San Saba ()
- USS San Toy II ()
- USS Sanborn ()
- USS Sanctuary (AH-17)
- USS Sand Caster ()
- USS Sand Fly ()
- USS Sand Lance (SS-381, SSN-660)
- USS Sanda ()
- USS Sandalwood ()
- USS Sanderling (, , )
- USS Sandoval (, LPA-194)
- USS Sandpiper (, )
- USS Sands (DD-243/APD-13, AGOR-6)
- USS Sandusky ()
- USS Sandy Bay ()
- USS Sangamon (1863, CVE-26)
- USS Sangay (AE-10)
- USS Sanibel ()
- USS Sanpoil ()
- USS Sans Souci II ()
- USS Santa Ana ()
- USS Santa Barbara (SP-4522, AE-28, LCS-32)
- USS Santa Cecilia ()
- USS Santa Clara ()
- USS Santa Elena ()
- USS Santa Elisa ()
- USS Santa Fe (CL-60, SSN-763)
- USS Santa Leonora ()
- USS Santa Luisa ()
- USS Santa Malta ()
- USS Santa Olivia ()
- USS Santa Paula ()
- USS Santa Rita ()
- USS Santa Rosa ()
- USS Santa Rosalia ()
- USS Santa Teresa ()
- USS Santaquin ()
- USS Santee (1855, CVE-29)
- USS Santiago ()
- USS Santiago de Cuba (1861)
- USS Sapelo ()
- USS Sappa Creek ()
- USS Sapphire (SP-710, PYc-2)
- USS Sappho (, )
- USS Sara Thompson ()
- USS Sarah and Caroline ()
- USS Sarah Bruen ()
- USS Sarah M. Kemp ()
- USS Sarah S. B. Carey ()
- USS Saranac (1814, 1848, 1899, AO-74)
- USS Sarasota (APA-204)
- USS Saratoga (1780, 1814, 1842, CC-3, CV-3, CVA-60)
- USS Sard ()
- USS Sarda (SS-488)
- USS Sardonyx ()
- USS Sargent Bay (CVE-83)
- USS Sargo (SSN-583)
- USS Sarita ()
- USS Sarnar (, )
- USS Sarpedon (ARB-7)
- USS Sarsfield (DD-837)
- USS Sarsi ()
- USS Sassaba ()
- USS Sassacus (1862, YT-163)
- USS Satago ()
- USS Satanta ()
- USS Satellite (, )
- USS Satilla ()
- USS Satinleaf ()
- USS Satsuma ()
- USS Satterlee (DD-190, DD-626)
- USS Saturn (AG-4, AFS-10)
- USS Satyr (ARL-23)
- USS Saucy ()
- USS Saufley (DD-465)
- USS Saugatuck (AOT-75)
- USS Saugus (1863, LSV-4, YTB-780)
- USS Saunter (AM-295)
- USS Saury (SS-189)
- USS Sausalito (PF-4)
- USS Savage (DER-386)
- USS Savannah (1798, 1842, AS-8, CL-42, AOR-4)
- USS Savo Island (CVE-78)
- USS Sawfish (SS-276)
- USS Saxis ()
- USS Sayona II ()
- USS Sayonara II ()

## Sc–Sea
- USS Scabbardfish (SS-397)
- USS Scammel ()
- USS Scamp (SS-277, SSN-588)
- USS Scandinavia ()
- USS Scania ()
- USS Scanner ()
- USS Scarpe ()
- USS Scaup ()
- USS Schenck ()
- USS Schenectady (LST-1185)
- USS Schley (SS-52, DD-103)
- USS Schmitt (APD-76)
- USS Schofield (FFG-3)
- USS Schroeder (DD-501)
- USS Schurz
- USS Schuyler ()
- USS Schuyler Otis Bland (AK-277)
- USS Schuylkill (AOT-76)
- USS Scindia ()
- USS Sciota (, , )
- USS Scipio ()
- USS Scorpion (1812, 1813, 1847, PY-3, SS-278, SSN-589)
- USS Scoter (SP-20, AM-381)
- USS Scott (DE-214, DDG-995)
- USS Scourge (, , )
- USS Scout (, , MCM-8)
- USS Scranton (CA-138, SSN-756)
- USS Screven ()
- USS Scribner (APD-122)
- USS Scrimmage ()
- USS Scroggins ()
- USS Scuffle ()
- USS Sculpin (SS-191, SSN-590)
- USS Sculptor ()
- USS Scurry ()
- USS Scylla (1869)
- USS Sea Bird ()
- USS Sea Cat ()
- USS Sea Cliff ()
- USS Sea Cloud ()
- USS Sea Devil (SS-400, SSN-664)
- USS Sea Dog (AGSS-401)
- USS Sea Foam (1861, IX-210)
- USS Sea Fox (SS-402)
- USS Sea Gate ()
- USS Sea Gull (, , , )
- USS Sea Hawk ()
- USS Sea Horse (1812)
- USS Sea Leopard (SS-483)
- USS Sea Lift ()
- USS Sea Otter (SP-781)
- USS Sea Otter I (IX-51)
- USS Sea Otter II (IX-53)
- USS Sea Owl ()
- USS Sea Panther (SS-528)
- USS Sea Poacher (SS-406)
- USS Sea Robin ()
- USS Sea Rover ()
- USS Sea Scout ()
- Sea Shadow (IX-529)
- USS Seabrook ()
- USS Seadragon (SS-194, SSN-584)
- USS Seagull (, )
- USS Seahorse (SS-304, SSN-669)
- USS Seal (SS-19½, SS-183)
- USS Sealift Antarctic (AOT-176)
- USS Sealift Arabian Sea (AOT-169)
- USS Sealift Arctic (AOT-175)
- USS Sealift Atlantic (AOT-172)
- USS Sealift Caribbean (AOT-174)
- USS Sealift China Sea (AOT-170)
- USS Sealift Indian Ocean (AOT-171)
- USS Sealift Mediterranean (AOT-173)
- USS Sealift Pacific (AOT-168)
- USS Sealion (SS-195, SS-315)
- USS Seaman ()
- USS Searaven (SS-196)
- USS Search ()
- USS Searcher ()
- USS Seatag ()
- USS Seattle (CA-11, AOE-3)
- USS Seaward (, )
- USS Seaweed ()
- USS Seawolf (SS-28, SS-197, SSN-575, SSN-21)
- USS Seay (AKR-302)

## Seb–Sgt
- USS Sebago (, )
- USS Sebastian ()
- USS Sebasticook ()
- USS Sebec ()
- USS Secota ()
- USS Secret (SP-1063)
- USS Security ()
- USS Sederstrom ()
- USS Sedgwick ()
- USS Sedgwick County (LST-1123)
- USS See W. See ()
- USS Seekonk ()
- USS Seer ()
- USS Seginus ()
- USS Segwarusa ()
- USS Seid ()
- USS Seize ()
- USS Selfridge (DD-320, DD-357)
- USS Selinur ()
- USS Sellers (DDG-11)
- USS Sellstorm ()
- USS Selma ()
- USS Selma (1856)
- USS Seminole (1859, 1879, AT-65, AKA-104/LKA-104)
- USS Semmes (DD-189, DDG-18)
- USS Senasqua ()
- USS Senator Ross ()
- USS Seneca (1861, SP-427, SP-1240, AT-91/ATF-91)
- USS Sennet (SS-408)
- USS Senorita ()
- USS Sentinel (, , , )
- USS Sentry (AM-299, MCM-3)
- USS Sepulga ()
- USS Sequatchie ()
- USS Sequin ()
- USS Sequoia (1917, AG-23)
- USS Sequoyah ()
- USS Serapis (1779)
- USS Serene (AM-300)
- USS Seringapatam ()
- USS Serpens (AK-97, AK-266)
- USS Serrano ()
- USS Setauket ()
- USS Seven ()
- USS Seven Seas ()
- USS Severance ()
- USS Severn (, , , AO-61)
- USS Sevier (LPA-233)
- USS Seymour D. Owens ()
- USS Sgt. Andrew Miller (AK-242)
- USS Sgt. Archer T. Gammon (AK-243)
- USS Sgt. Charles E. Mower ()
- USS Sgt. Curtis F. Shoup ()
- USS Sgt. George D. Keathley (AGS-35)
- USS Sgt. George Peterson ()
- USS Sgt. Howard E. Woodford ()
- USS Sgt. Jack J. Pendleton (AK-276)
- USS Sgt. Jonah E. Kelley ()
- USS Sgt. Joseph E. Muller ()
- USS Sgt. Matej Kocak (AK-3005)
- USS Sgt. Morris E. Crain (AK-244)
- USS Sgt. Sylvester Antolak ()
- USS Sgt. Truman Kimbro (AK-254)
- USS Sgt. William R. Button (AK-3012)

## Sh–She
- USS Shabonee (, )
- USS Shackle ()
- USS Shad (, )
- USS Shada ()
- USS Shadow III ()
- USS Shadwell (LSD-15)
- USS Shady Side ()
- USS Shah ()
- USS Shahaka ()
- USS Shahaska ()
- USS Shakamaxon (1863, AN-88)
- USS Shakori (ATF-162)
- USS Shamal (PC-13)
- USS Shamokin (, , )
- USS Shamrock ()
- USS Shamrock Bay (CVE-84)
- USS Shangri-la (CV-38)
- USS Shannon (DM-25, DD-737, MMD-25)
- USS Shark (1821, 1861, SS-8, SP-534, SS-174, SS-314, SSN-591)
- USS Sharkey (DD-281)
- USS Sharps (AKL-10)
- USS Shasta (, AE-33)
- USS Shaula ()
- USS Shaw (DD-68, DD-373)
- USS Shawmut (1863, CM-4, CM-11)
- USS Shawnee (1865)
- USS Shawnee Trail (AO-142)
- USS Shawsheen ()
- USS Shea (MMD-30)
- USS Shearwater (1887, AM-413, AG-177)
- USS Sheboygan (PF-57)
- USS Sheehan ()
- USS Sheepscot ()
- USS Sheffield ()
- USS Shelby ()
- USS Sheldrake ()
- USS Sheliak ()
- USS Shelikof ()
- USS Shellbark ()
- USS Shelter ()
- USS Shelton (, DD-790)
- USS Shenandoah (1862, ZR-1, AD-26, AD-44)
- USS Shepherd Knapp ()
- USS Sherburne ()
- USS Sheridan ()

## Shi–Six
- USS Shiel ()
- USS Shields (DD-596)
- USS Shikellamy ()
- USS Shiloh (1863, CG-67)
- USS Shiner ()
- USS Shipley Bay (CVE-85)
- USS Shirin ()
- USS Shirk ()
- USS Shokokon ()
- USS Short Splice (AK-249)
- USS Shoshone (, , AOT-151)
- USS Shoup (DDG-86)
- USS Shoveler (MSF-382)
- USS Shreveport (PF-23, LPD-12)
- USS Shrewsbury ()
- USS Shrike (MHC-62, MSC-201)
- USS Shrimp ()
- USS Shubrick (1865, TB-30, DD-268, DD-639)
- USS Shughart (AKR-295)
- USS Shur ()
- USS Shuttle ()
- USS Sialia ()
- USS Siam Duffey ()
- USS Sibley ()
- USS Siboney (ID-2999, CVE-112)
- USS Sibyl ()
- USS Sicard (DD-346/DM-21/AG-100)
- USS Sicily (CVE-118)
- USS Sides (FFG-14)
- USS Sidney C. Jones ()
- USS Sidonia ()
- USS Sierra (, AD-18)
- USS Signal (1862, IX-142)
- USS Signal I ()
- USS Signet ()
- USS Sigourney (DD-81, DD-643)
- USS Sigsbee (DD-502)
- USS Sikh ()
- USS Silas Bent (AGS-26)
- USS Silenus ()
- USS Silica ()
- USS Silver Cloud (1862, IX-143)
- USS Silver Lake ()
- USS Silverbell ()
- USS Silverleaf ()
- USS Silversides (SS-236, SSN-679)
- USS Silverstein (DE-534)
- USS Simon Bolivar (SSBN-641)
- USS Simon Lake (AS-33)
- USS Simon Newcomb ()
- USS Simplicity ()
- USS Simpson (DD-221, FFG-56)
- USS Sims (DD-409, APD-50, DE-1059)
- USS Sinclair (DD-275)
- USS Sioux (, ATF-75, ATF-171)
- USS Sir Andrew Hammond ()
- USS Sirago (SS-485)
- USS Siren (, , )
- USS Sirius (, AFS-8)
- USS Sirocco (PC-6)
- USS Sirona ()
- USS Siskin ()
- USS Sisler (AKR-311)
- USS Sister ()
- USS Sitka ()
- USS Sitkoh Bay (CVE-86)
- USS Situla ()
- USS Siwash ()
- USS Sixaola ()

## Sk–Sot
- USS Skagit ()
- USS Skandawati ()
- USS Skaneateles (YP-6)
- USS Skate (SS-23, SS-305, SSN-578)
- USS Skenandoa (, )
- USS Skill (, MSO-471)
- USS Skillful ()
- USS Skimmer (, )
- USS Skink ()
- USS Skipjack (SS-24, SS-184, SSN-585)
- USS Skipper ()
- USS Skirmish ()
- USS Skowhegan (PCE-843)
- USS Skylark (AM-63, ASR-20)
- USS Skywatcher (YAGR-3)
- USS Slater (DE-766)
- HMS Slinger (D 26)
- USS Sloat (DD-316, DE-245)
- USS Smalley (DD-565)
- USS Smartt (DE-257)
- HMS Smiter (D 55)
- USS Smith (DD-17, DD-378)
- USS Smith Thompson (DD-212)
- USS Smohalla (YT-371)
- USS Smoky Hill River (LFR-531)
- USS Smyrna River (LSMR-532)
- USS Snake River (LSMR-533)
- USS Snapper (SS-16, SP-2714, SS-185)
- USS Snark (SP-1291)
- USS Snatch (ARS-27)
- USS Snohomish County (LST-1126)
- USS Snook (SS-279, SSN-592)
- USS Snowbell (AN-52)
- USS Snowden (DE-246)
- USS Snowdrop (1863, 1897)
- USS Snyder (DE-745)
- USS Soderman (AKR-317)
- USS Soestdijk (ID. No. 3413)
- USS Sol Navis (1919)
- USS Solace (AH-2, AH-5)
- USS Solann County (LST-1128)
- USS Solar (DE-221)
- USS Sole (SS-410)
- USS Soley (DD-707)
- USS Solf ()
- USS Solitaire (ID. No. 3026)
- USS Solomon Thomas (1863)
- USS Solomons (YFB-23, CVE-67)
- USS Solvay (PC-603)
- USS Somerfield (1861)
- USS Somers (1812, 1842, TB-22, DD-301, DD-381, DDG-34)
- USS Somerset (1862, 1917, AK-212, LPD-25)
- USS Somervell County (LST-1129)
- USS Somerworth ()
- USS Son Joaquin County (LST-1122)
- USS Son Juan (, )
- USS Sonnicant ()
- USS Sonoma (1862, AT-12/ATO-12, ATA-175)
- USS Sophronia ()
- USS Sorgo (, )
- USS Sorrel ()
- USS Sotoyomo (, )

## Sou–Sp
- USS Soubarissen (AO-93)
- USS South America ()
- USS South Bend ()
- USS South Carolina (1780, 1798, 1799, 1860, BB-26, CGN-37)
- USS South Dakota (ACR-9, BB-49, BB-57, SSN-790)
- USS South Pole ()
- USS South Wind ()
- USS Southampton (1845, AKA-66)
- USS Southard (DD-207)
- USS Southerland (DD-743)
- USS Southern Cross (AK-285)
- USS Southern Seas ()
- USS Southerner ()
- USS Southery ()
- USS Southfield (1857)
- USS Southland ()
- USS Southport ()
- USS Sovereign (, )
- USS Spadefish (SS-411, SSN-668)
- USS Spangenberg ()
- USS Spangler (DE-696)
- USS Spark (, , )
- USS Sparrow ()
- USS Sparrow II ()
- USS Spartan ()
- USS Spartanburg County (LST-1192)
- USS Speaker ()
- USS Spear ()
- USS Spearfish (SS-190)
- USS Spectacle ()
- USS Specter (MSF-306)
- USS Speed ()
- USS Speedway ()
- USS Speedwell ()
- USS Spence (DD-512)
- USS Spencer ()
- USS Sperry (AS-12)
- USS Sphinx (ARL-24)
- USS Spica (AK-16, T-AFS-9)
- USS Spicewood ()
- USS Spiegel Grove (LSD-32)
- USS Spikefish ()
- USS Spinax (SS-489)
- USS Spindrift ()
- USS Spirea ()
- USS Spiteful ()
- USS Spitfire (1776, 1803, 1814, 1846)
- USS Splendor ()
- USS Spokane (CL-97, CL-120, AG-191)
- USS Spoonbill ()
- USS Spot (SS-413)
- USS Spray ()
- USS Spray II ()
- USS Sprig (MSF-384)
- USS Springer ()
- USS Springfield (1862, 1918, CL-66, SSN-761)
- USS Sproston (, )
- USS Spruance (DD-963, DDG-111)
- USS Spry ()
- USS Spuyten Duyvil (1864)

## Sq–Sta
- USS Squall (PC-7)
- USS Squalus (SS-192)
- USS Squando (1865)
- USS Squanto ()
- USS SSG Edward A. Carter, Jr. (AK-4544)
- USS St. Andrews ()
- USS St. Andrews Bay ()
- USS St. Augustine ()
- USS St. Clair ()
- USS St. Clair County (LST-1096)
- USS St. Croix (LPA-231)
- USS St. Francis (1914, YP-150)
- USS St. Francis River ()
- USS St. George ()
- USS St. Helena ()
- USS St. Johns ()
- USS St. Johns River ()
- USS St. Joseph ()
- USS St. Joseph Bay ()
- USS St. Joseph River ()
- USS St. Lawrence (1848)
- USS St. Lo (CVE-63)
- USS St. Louis (1828, 1861, 1894, C-20, CL-49, LKA-116)
- USS St. Mary's (1798, 1844, SP-1457, APA-126)
- USS St. Mary's River ()
- USS St. Mihiel ()
- USS St. Paul (1895, CA-73)
- USS St. Regis River ()
- USS St. Sebastian ()
- USS St. Simon ()
- USS Stack ()
- USS Stadtfeld ()
- USS Staff ()
- USS Stafford (DE-411)
- USS Stag ()
- USS Stagbush ()
- USS Stallion (, ATA-193)
- USS Stalwart (, AGOS-1)
- USS Stamford ()
- USS Standard Arrow ()
- USS Standish ()
- USS Stanly (DD-478)
- USS Stansbury ()
- USS Stanton (DE-247)
- USS Star (1861)
- USS Star I (1912)
- USS Starboard Unit ()
- USS Stark (FFG-31)
- USS Stark County (LST-1134)
- USS Starlight ()
- USS Starling (, MSF-64)
- USS Starr (AKA-67)
- Stars and Stripes (1861)
- USS State of Georgia ()
- USS Staten Island ()
- USS Staunch ()

## Ste–Stu
- USS Steady ()
- USS Steamer Bay (CVE-87)
- USS Steele ()
- USS Steelhead ()
- USS Stein (FF-1065)
- USS Steinaker (DD-863)
- USS Stembel (DD-644)
- USS Stentor ()
- USS Stephanotis ()
- USS Stephen Potter (DD-538)
- USS Stephen R. Jones ()
- USS Stephen W. Groves (FFG-29)
- USS Stephen W. McKeever ()
- USS Stephen Young ()
- USS Stepping Stones ()
- USS Sterett (DD-27, DD-407, DLG/CG-31, DDG-104)
- USS Sterlet (SS-392)
- USS Sterling (, )
- USS Stern ()
- USS Sterope ()
- USS Stethem (DDG-63)
- USS Stettin ()
- USS Stevens (DD-86, DD-479)
- USS Stevens' Battery ()
- USS Stevenson (DD-503, DD-645)
- USS Stewart (DD-13, DD-224, DE-238)
- USS Stickell ()
- USS Stickleback (SS-415)
- USS Stiletto ()
- USS Stinger ()
- USS Stingray (SS-13, SS-186)
- USS Stockdale (1863, DE-399, DDG-106)
- USS Stockham (DD-683)
- USS Stockton (TB-32, DD-73, DD-646)
- USS Stoddard (DD-566)
- USS Stoddert (DD-302)
- USS Stokes ()
- USS Stolen ()
- USS Stone County (LST-1141)
- USS Stonewall (, )
- USS Stonewall Jackson (SSBN-634)
- USS Storm King ()
- USS Stormes (DD-780)
- USS Stout (DDG-55)
- USS Strafford County (LST-1142)
- USS Stranger ()
- USS Strategy ()
- USS Stratford ()
- USS Straub (DE-181)
- USS Straus ()
- USS Strength ()
- USS Stribling (DD-96, DD-867)
- USS Strickland (DER-333)
- USS Stringham (TB-19, DD-83)
- USS Strive ()
- USS Stromboli (1846)
- USS Strong (DD-467, DD-758)
- USS Strong Virginian (AKR-9205)
- USS Stump (DD-978)
- USS Sturdy (, , MSO-494)
- USS Sturgeon (SS-25, SS-187, SSN-637)
- USS Sturgeon Bay ()
- USS Sturtevant (DD-240, DE-239/DER-239)

## Su–Sur
- USS Suamico (AO-49)
- USS Sublette County (LST-1144)
- USS Success (, )
- USS Sudbury ()
- USS Suffolk (AKA-69)
- USS Suffolk County (LST-1173)
- USS Suisun ()
- USS Suitland ()
- USS Sultana ()
- USS Sumac ()
- USS Summer County (LST-1148)
- USS Summit ()
- USS Summit County (LST-1146)
- USS Sumner (DD-333, AGS-5, AGS-61)
- USS Sumner County (LST-1148)
- USS Sumpter (1853)
- USS Sumter (1862, APA-52, LST-1181)
- USS Sunbeam III ()
- USS Sunbird (ASR-15)
- USS Suncock ()
- USS Suncook (1865)
- USS Sunfish (SS-281, SSN-649)
- USS Sunflower (, )
- USS Sunnadin (, )
- USS Sunnyvale (AGM-5)
- USS Sunset Bay (CVE-106)
- USS Superior (1814, MSF-311)
- USS Supply (1846, 1873, IX-147, T-AOE-6)
- USS Support (ARS-46)
- USS Sureste (1899)
- USS Surf (SP-341, SP-518)
- USS Surfbird (ADG-383)
- USS Suribachi (AE-21)
- USS Surprise (1777, 1814, 1815, PG-63, PG-97)
- USS Surveyor (1917)

## Sus–Syr
- USS Susan Ann Howard ()
- USS Susan B. Anthony ()
- USS Susanne ()
- USS Susanville (PC-1149)
- USS Susquehanna (1847, No.3016, AOT-185)
- USS Sussex (, )
- USS Sustain ()
- USS Sutter County (LST-1150)
- USS Sutton (DE-771)
- USS Suwanee (CVE-27)
- USS Suwannee (CVE-27)
- USS Suzanne ()
- USS Swallow (, , MSCO-36)
- USS Swan (, )
- USS Swanson ()
- USS Swasey (DD-273, DE-248)
- USS Swatane ()
- USS Swatara (1865, 1873)
- USS Sway (MSF-120)
- USS Swearer ()
- USS Sweet Brier ()
- USS Sweetwater County (LST-1152)
- USS Swenning (DE-394)
- USS Swerve (, MSO-495)
- USS Swift (, MSF-122)
- USS Switzerland ()
- USS Swivel ()
- USS Sword ()
- USS Swordfish (SS-193, SSN-579)
- USS Sybilla III (SP-104)
- USS Sycamore ()
- USS Sylph (, , , )
- USS Sylvan Arrow ()
- USS Sylvania (, AFS-2)
- USS Sylvia (, )
- USS Symbol ()
- USS Syncline ()
- USS Syren (1803)
- USS Syrma ()